# Vasilij Melik
Vasilij Melik [vasílij mélik], slovenski zgodovinar, * 17. januar 1921, Ljubljana, † 28. januar 2009, Ljubljana.

## Življenje
Vasilij se je rodil kot drugi sin geografa Antona Melika in Minke Novak. Starejši brat Anton, rojen leta 1918, je umrl istega leta, mlajši brat Andrej, rojen leta 1927, je umrl kot otrok leta 1930, tako da je Vasilij odrastel kot edinec.
Leta 1939 je maturiral na klasični gimnaziji v Ljubljani. Med 2. svetovno vojno je bil interniran v Gonarsu in na prisilnem delu v Postojni. Obenem je leta 1943 na Filozofski fakulteti Univerze v Ljubljani diplomiral iz zgodovine in primerjalne književnosti. Leta 1945 je štiri mesece delal kot prevajalec pri ljubljanskem uradu Tanjuga. V letih 1945-47 je bil pomočnik mestnega arhivarja in bibliotekar Slovanske knjižnice v Ljubljani, nato je postal asistent na Oddelku za zgodovino Filozofske fakultete, kjer je ostal do leta 1952. Medtem je tudi predaval na Višji pedagoški šoli. Med letoma 1952 in 1959 je predaval gospodarsko zgodovino na Ekonomski fakulteti. Leta 1959 se je vrnil na Filozofsko fakulteto in doktoriral iz zgodovine z doktorsko disertacijo Volilni sistem na Slovenskem : 1861-1918. Leta 1960 je bil izvoljen za docenta, 1969 za izrednega in leta 1974 za rednega profesorja. Od leta 1969/70 do upokojitve 1990/91 je predaval slovensko zgodovino 19. stoletja. V letih 1972-74 je bil prodekan, 1974-77 pa dekan Filozofske fakultete, kjer je bil 1978-80 še predstojnik Oddelka za zgodovino.

## Delo
Ukvarjal se je predvsem z zgodovino 19. stoletja, kjer je bistveno prispeval k reviziji slovenske politične zgodovine v tem obdobju. Ukvarjal se je socialnimi temelji slovenske politike ter narodnopolitičnim razvojem v 19. in začetku 20. stoletja, raziskoval gospodarska, družbena in kulturnozgodovinska vprašanja ter narodno sestavo slovenskih mest. Njegova dognanja so spremenila in nadgradila v marsičem poenostavljeno sliko, ki jo je uveljavil literarni zgodovinar Ivan Prijatelj, in so večinoma veljavna še danes. Sintetično jih je predstavil v pregledu slovenske zgodovine v 19. stoletju (v soavtorstvu s Ferdom Gestrinom, več izdaj) in kot eden glavnih avtorjev še vedno standardne Zgodovine Slovencev (Ljubljana, 1979). Posebno težo imajo njegove raziskave zgodovine volitev, saj je njegovo delo Volitve na Slovenskem: 1861-1918 standardno in je bilo leta 1991 nagrajeno z nagrado Antona Gindelyja za zgodovino donavske monarhije, ter je doživelo prevod v nemščino po več kot tridesetih letih. Pomembne so tudi njegove pionirske raziskave zgodovine vsakdanjega življenja in krajevne zgodovine.
Opravil je pomembno uredniško delo pri izdajah Slovenske matice, kjer je med drugim uredil spomine Ivana Hribarja, Frana Šukljeta in Josipa Vošnjaka ter izbrane članke svojega univerzitetnega učitelja Frana Zwittra. Dejaven je bil v strokovnih združenjih, od leta 1973 do 2000 je urejal osrednjo znanstveno revijo slovenskih zgodovinarjev, Zgodovinski časopis. 

## Priznanja
Leta 1991 je bil ob upokojitvi imenovan za zaslužnega profesorja ljubljanske univerze. 
27. maja 1993 je postal izredni, 27. maja 1997 pa redni član Slovenske akademije znanosti in umetnosti.
Ob svoji 80-letnici (2001) je postal častni član Zveze zgodovinskih društev Slovenije.
Ob 100-letnci njegovega rojstva (2021) je bil prirejen simpozij njemu v spomin.

### Nagrade
Leta 1991 je prejel prestižno avstrijsko Gindelyjevo nagrado, 1992 pa še častni križec za znanost in umetnost Republike Avstrije. 
Leta 2002 je bil odlikovan s srebrnim častnim znakom svobode Republike Slovenije.

## Izbrana dela
- Vasilij Melik: Frankfurtske volitve 1848 na Slovenskem, 1948 http://hdl.handle.net/11686/11961 (e-izdaja na portalu sistory.si)
- -- Zgodovina Slovencev 1, Najstarejša zgodovina Slovanov, Slovenci v predfevdalni in prvi fevdalni dobi : skripta Višje pedagoške šole v Ljubljani (1948)
- Vasilij Melik in Ferdo Gestrin, Slovenska zgodovina 1813-1914, Ljubljana 1950; Slovenačka istorija : 1813-1914. Beograd, 1951; Povijest Slovenaca : 1813-1914. Zagreb, 1952
- Vasilij Melik, Volitve na Slovenskem : 1861-1918. V Ljubljani, 1965 e-izdaja na portalu sistory.si
- -- in Ferdo Gestrin, Slovenska zgodovina : od konca osemnajstega stoletja do 1918. Ljubljana, 1966
- Zgodovina Slovencev. Ljubljana, 1979 (soavtor)
- -- Železnice in Slovenci (separat), 1994
- Vasilij Melik, Wahlen im alten Österreich : am Beispiel der Kronländer mit slowenischsprachiger Bevölkerung. Wien, Köln, Weimar, 1997
- -- Slovenci 1848-1918 : razprave in članki. Maribor, 2002 (izbral, uredil in spremno besedo napisal Viktor Vrbnjak) ISBN 961-6422-17-0 ; http://hdl.handle.net/11686/4872 (e-izdaja na portalu sistory.si)

## Galerija
- Vasilij Melik in Ivan Melik -  Gojmir